# 釈尊寺

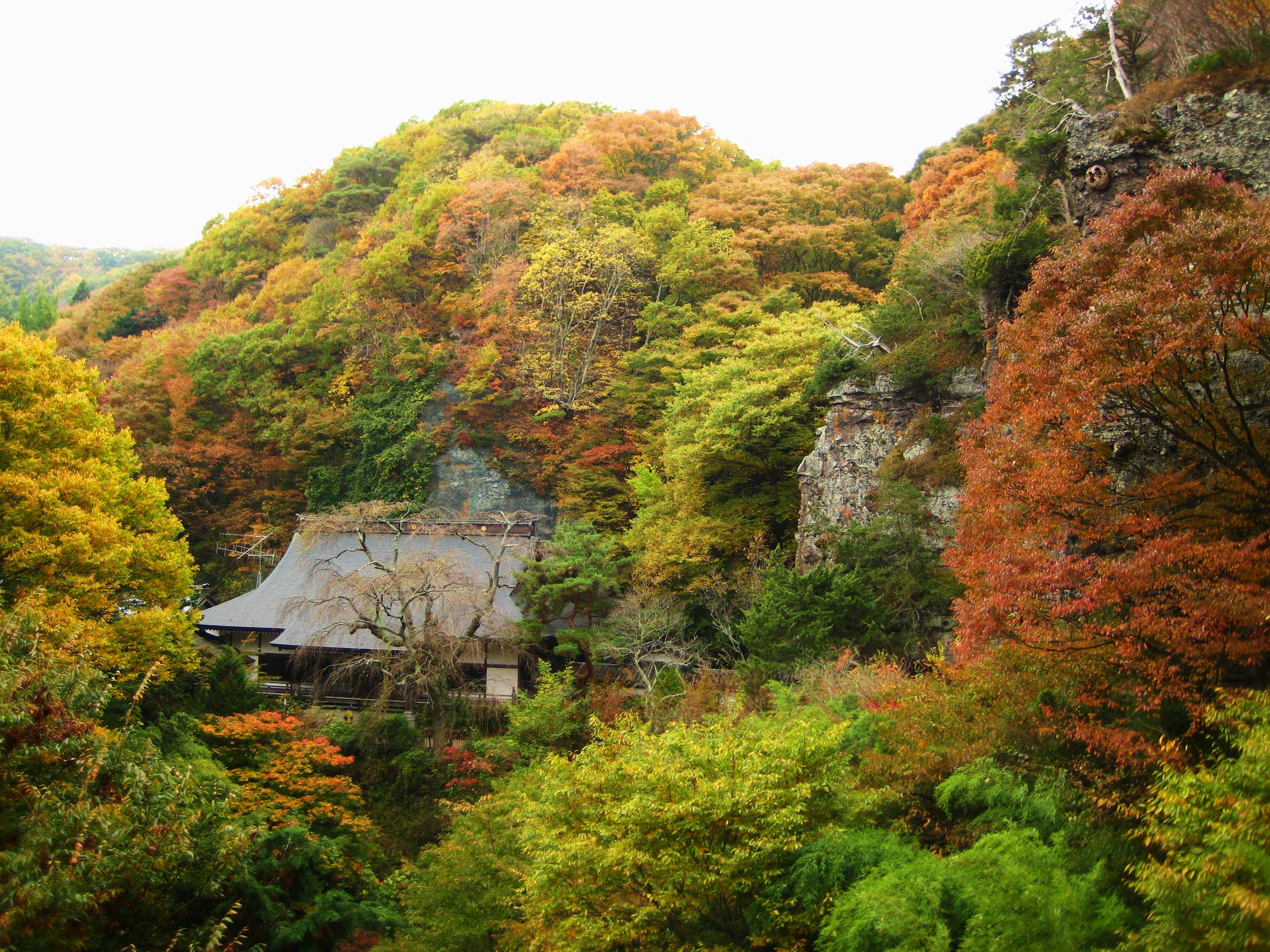
観音堂より望む

釈尊寺（しゃくそんじ）は、長野県小諸市にある天台宗の寺院。山号は布引山。布引観音とも呼ばれる。信濃三十三観音霊場の第29番札所。「牛に引かれて善光寺参り」伝説発祥の地。本尊は聖観世音菩薩。縁日は新暦5月8日。

## 沿革
寺伝によれば、奈良時代の神亀元年（724年）に行基が開き、聖徳太子が作ったとされる聖観音を祀ったと伝えられている。
戦国時代の天文17年（1548年）武田信玄が東信地方に進攻し楽巌寺入道雅方・布下仁兵衛雅朝を攻略した際に焼亡した。この後、武田信玄は釈尊寺を包み込む形で築かれた布引城郭群を改修している。この時の城の改修とは、焼亡した寺院の残骸を処理したあとに、崖端部の位置に小規模な土塁と空堀を築き、それ以外の危険な箇所には木柵をめぐらせる簡単なものだったと推測される。永禄元年（1558年）に望月城主・望月左衛門佐信雅によって再建された。しかし、江戸時代中期の享保8年(1723年）に再度、野火のため焼亡した。
江戸時代後期に小諸藩主牧野康明によって、現存する堂宇の大半が整備された。

## 文化財

### 重要文化財
- 観音堂宮殿（かんのんどうくうでん）

棟札により鎌倉時代の正嘉2年（1258年）の造立と判明した建築物。岩屋の中に祀られていたことにより戦火を免れて今日に至る。観音堂内にある仏殿形の厨子で、地方的な未熟さがなく、美術史上重要であるとして、昭和24年（1949年）国の重要文化財に指定。入母屋造、板葺であって、梅鉢懸魚や軒下の蟇股（かえるまた）、地長押の下の格狭間（ごうざま）など、細部の形式に鎌倉時代建築の特色を示す。特に鎌倉時代の梅鉢懸魚は、現代に残る唯一の遺物である。

### 長野県宝
- 白山社社殿 (はくさんしゃしゃでん)

その昔、御牧ヶ原の白山地籍より遷座されたといわれるもので、室町時代中期の特徴を残す。装飾は最小限度のものだけで、洗練した美しさを見せる。昭和34年（1959年）に修復され、同年県宝に指定。

## 参道
千曲川の駐車場から本堂、観音堂までの参道は「信州の耶馬溪」といわれる布引渓谷沿いに位置している。階段が整備されているものの険しい道のりとなっており、湧水のためぬかるんでいる箇所もある。所要時間は20分程度。信徒らによって寄進された地蔵がいくつもみられ、傍らには石が積み上げられている。途中、滝や奇岩などの見所が多くあり、中でも善光寺穴といわれる洞穴は遠く善光寺へつながっているとされ、善光寺火災の折には煙が出て来たとの伝承がある。

## 交通アクセス
布引観音駐車場まで
- 小海線、しなの鉄道線小諸駅から車で10分
- しなの鉄道線滋野駅から車で10分
- 上信越自動車道小諸ICから車で15分、東部湯の丸ICから車で20分

布引観音駐車場から長野県道40号諏訪白樺湖小諸線を小諸市街地方面におよそ300m進んだ箇所では、しばしば土砂崩れが発生し通行不能となるので、最新の道路状況に留意する必要がある。
布引観音駐車場から本堂まで
- 布引渓谷沿いのやや足場の悪い参道を15分から20分

林道布引線を利用するルートも存在するが、林道はかなり狭隘で、勾配がきつい箇所が存在するため、檀家や地元住民以外の利用は少ない。